# 102-мм корабельная пушка (Б-2)
102-мм корабельная пушка (Б-2) — советское корабельное орудие, спроектированное в 1920-х годах.

## История создания
Орудие для установки на советских подводных лодках первых серий. Создано в КБ завода «Большевик» на базе 102/60 мм пушки Обуховского сталелитейного завода путём уменьшения длины ствола до 45 калибров и увеличения угла вертикальной наводки до + 60°. Ввиду изменившегося центра тяжести ствола использовался пружинный компенсатор. Орудие получило обозначение Б-2.
После испытаний, проведённых в 1930 году, орудия начали устанавливать на ДПЛ типа «Декабрист». Здесь были выявлены серьёзные конструктивные недостатки орудия: низкая скорострельность и крайне неудобное заряжание при углах возвышения более 45°, что исключало возможность эффективной стрельбы по воздушным целям. При стрельбе на больших углах возвышения было рекомендовано заряжать установку на угле возвышения 35°, а затем выполнять вертикальную наводку. Выпуск орудий был прекращён в 1933 г.
В сентябре 1931 года на базе доработанного орудия Б-2, получившего новое обозначение Б-18, была разработана двухорудийная башенная установка МК-2-4. В результате испытаний в мае 1934 года было подтверждено неудобство заряжания при больших углах возвышения, однако установка МК-2-4 в 1934 году была принята на вооружение.

## Конструкция
Конструкция качающейся части орудия аналогична конструкции 102/60-мм пушки ОСЗ. Установка Б-2 снабжалась прицелом Б-2. Установка МК-2-4 снабжалась прицелом ЕД и дальномером ДМ-3 или 9-футовым «Барра и Струда». Продувание стволов отсутствовало.

## ТТХ
Тип ствола: скреплённый
Полная длина ствола: 4570 мм (4564 мм — МК-2-4)
Число нарезов: 24
Глубина нарезов: 1,02 мм
Ширина нарезов: 9,14 мм
Ширина полей: 4,09 мм
Вес качающейся части: 3,5 т
Вес установки (башни): 6,5 т, (37,5 т — МК-2-4)
Объём каморы: 7,56 дм²
Максимальное давление: 2480 кг/см²
Дульная энергия: 508 т м
Живучесть ствола при боевом заряде: 800 выстрелов
Тип затвора: клиновой
Подача: ручная
Выстрел: унитарный
Досылка: ручная
Время заряжания вручную: 5 с
Максимальная начальная скорость снаряда: 755 м/с
Максимальная дальность стрельбы: 90 кабельтовых (16,6 км)
Скорость горизонтального наведения: 5 град/с (МК-2-4, ручное)
Скорость вертикального наведения: 6 град/с (МК-2-4, ручное)
Расчёт башни: 16 чел. (МК-2-4)

## Использование
Артустановки Б-2 устанавливались на ДПЛ типа «Декабрист» (I серии) и «Ленинец» (II серии). Впоследствии на большинстве лодок были заменены установками Б-24ПЛ.
Двухорудийные башенные установки МК-2-4 устанавливались на мониторах проектов СБ-30 («Активный») и СБ-37 («Железняков»).
Четыре снятые с ДПЛ типа «Ленинец» орудия установили на полевой батарее № 54 под Севастополем.